# Cesare Marangoni
Cesare Marangoni (Ceneselli, 3 settembre 1924 – 23 giugno 2000) è stato un politico italiano.

## Biografia
Funzionario del Partito Comunista Italiano, è consigliere comunale a Lendinara e consigliere provinciale a Rovigo.
Alle elezioni politiche del 1972 viene eletto in Senato, confermando il proprio seggio anche alle elezioni del 1976. Conclude il mandato parlamentare nel 1979.
Muore all'età di 75 anni, nel giugno del 2000.